# Участок (роман)
«Уча́сток» — роман прозаика и сценариста Алексея Слаповского.

## О книге
В Анисовку откомандирован участковым молодой милиционер Павел Кравцов. Разнообразно и прихотливо складывается его жизнь в этой глуши, но ни дня не проходит без событий. «Участок» — это и детектив, и триллер, и любовная история, и социальная драма.
У всенародно любимого сериала «Участок» и этой книги одно общее — автор, Алексей Слаповский, прозаик и сценарист. Он называет своё сочинение деревенской сагой и ставит роман, в котором, как и в сериале, все события вертятся вокруг участкового Павла Кравцова, в ряд своих лучших книг.
В историях про жителей села Анисовки есть всё:
- детектив, потому что Кравцову надо найти то вора, то утонувшего бывшего участкового Кублакова, то холодильник, который на самом деле вовсе не холодильник, то вообще настоящего убийцу;
- триллер, потому что в окрестностях, по слухам, бродит столетний Дикий Монах, в глубинах реки плавает пятиметровый чудовищный сом, а старик Хали-Гали видит сон, который почти сбывается;
- любовная история, ибо в Кравцова одновременно влюбляются молодая учительница и ясноглазая деревенская девушка.

Маме и папе с низким поклоном, с приветом их родине Алексеевке и Жуковке, с благодарностью жителям сел, деревень и посёлков Разбойщина, Свищёвка, Галахово, Сулак, Дюрский, Хмелёвка, где так же трудно, страшно и весело, как и всегда 

## Содержание
- Глава первая. В глушь
- Глава вторая. Воробьиная ночь
- Глава третья. Сами гонщики
- Глава четвёртая. Укроп
- Глава пятая. Холодильник без мотора
- Глава шестая. Настоящее убийство
- Глава седьмая. Свадьба
- Глава восьмая. Забор
- Глава девятая. 9 1/2 рублей
- Глава десятая. Пожар
- Глава одиннадцатая. «О тебе радуется»
- Глава двенадцатая. Дикий монах
- Глава тринадцатая (вместо эпилога). Участок без участкового

## Экранизации
- 2003 — Участок — телесериал 2003 года
- 2003 — Участок и соучастники — фильм о фильме Участок
- 2003 — Берёзы — Клип на песню Любэ в исполнении Сергея Безрукова и Николая Расторгуева

## Серия
Алексей Слаповский — один из самых интересных современных писателей, разносторонний, разностильный и постоянно экспериментирующий: прозаик, драматург, сценарист. Два романа Алексея Слаповского «Участок» и «Заколдованный участок» написаны по следам двух сериалов.
- Участок (роман)

В Анисовку откомандирован участковым молодой милиционер Павел Кравцов. Разнообразно и прихотливо складывается его жизнь в этой глуши, но ни дня не проходит без событий. «Участок» — это и детектив, и триллер, и любовная история, и социальная драма.
- Заколдованный участок (роман)

В этом романе на смену любимому всеми участковому Павлу Кравцову приходит не менее обаятельный врач Александр Нестеров. Его вызывают для поднятия духа анисовцев, которые обленились, выпивают и печально смотрят в будущее. Однако во время сеанса лечебного гипноза случается конфуз… И все жители Анисовки начинают меняться на глазах. А тут ещё и любовь вмешивается!

## Аудиокниги
- 2011 — Алексей Слаповский. Участок (серия «Нигде не купишь») читает Ирина Ерисанова